# 尼扎米丁·艾哈迈德帕夏
马哈茂德奥卢·尼扎米丁·艾哈迈德帕夏是奥斯曼帝国的一个政治家，他曾在1331年至1348年间担任奥斯曼帝国的大维齐尔（首相）。